# Abacoleptus
Abacoleptus is een geslacht van kevers uit de familie van de loopkevers (Carabidae). De wetenschappelijke naam van het geslacht is voor het eerst geldig gepubliceerd in 1903 door Fauvel.

## Soorten
Het geslacht Abacoleptus omvat de volgende soorten:
- Abacoleptus carinatus Fauvel, 1903
- Abacoleptus curtus Will, 2011
- Abacoleptus paradoxus Heller, 1916